# ديفيد ر. هاريس
ديفيد ر. هاريس (بالإنجليزية: David R. Harris)‏ هو عالم آثار بريطاني، ولد في 14 ديسمبر 1930، وتوفي في 25 ديسمبر 2013.